# Dammur, Yelbarga
Dammur là một làng thuộc tehsil Yelbarga, huyện Koppal, bang Karnataka, Ấn Độ.